# Kalte Hainbuche (Berg)
Die Kalte Hainbuche ist ein 432,6 m ü. NN hoher Berg im Grenzbereich der Gemarkungen von Itzenhain und Gilserberg, beides Ortsteile von Gilserberg, im Schwalm-Eder-Kreis in Nordhessen.  

## Geografie
Der Berg gehört zu den Gilserberger Höhen (Naturraum 346.0), die Teil der Oberhessischen Schwelle (Naturraum 346) im Westhessischen Bergland (Naturraum 34) sind. Der 428 m ü. NN hohe Westgipfel liegt an der Rhein-Weser-Wasserscheide. An der Nordwestflanke des Bergs, südwestlich von Gilserberg, entspringt die Gilsa. Ein markierter und beschilderter Rundwanderweg führt von Gilserberg um den Berg.

## Gericht an der Kalten Hainbuche
Knapp unterhalb der Ostseite des Hauptgipfels liegt auf 428 m ü. NN Höhe, auf dem Gebiet der Gemarkung von Itzenhain, die Wüstung Kalte Hainbuche. Dort befand sich ein in den Jahren 1360/1367 als gericht (an) der kaldin Henbuchin und 1368 als Gericht an der Kalden Haynbuche mehrfach erwähntes Gericht. Von einer Gerichtstätigkeit an der Kalten Hainbuche ist nach 1368 nichts mehr bekannt. 
Koordinaten: 50° 56′ 10″ N, 9° 4′ 4″ O